# Запит на закупівлю
За́пит на закупі́влю (англ. purchase requision) — це документ, який регламентує усі запити на придбання матеріальних цінностей всередині організації, доносять інформацію від замовника до відділу закупівлі (постачання). Запити на закупівлю товарів та послуг документуються, направляються на затвердження всередині організації (безпосереднє керівництво, відповідального за центр витрат, фінансову групу) та надходять до відділу постачання.
Замовлення на закупівлю повинно мати графи, які відповідають на такі питання:
- ЩО − точний опис товару, марка;
- СКІЛЬКИ − кількісний складник;
- ЯКИЙ − опис специфічних характеристик;
- ЧИЙ − виробник товару;
- ДЕ − опис місця застосування;
- КОЛИ − на яку дату варто поставити;
- КУДИ − місце доставки;
- НАВІЩО − опис потреби в товарі;
- КОМУ − замовник;
- ЗА ЧИЙ РАХУНОК − центр витрат або бюджетна стаття, з якої закупівля буде оплачена;
- ХТО − відповідальний за центр витрат.

Подібна інформація у замовленні на закупівлю потрібна для усунення непорозумінь між замовником, відділом постачання, постачальником. Запит на закупівлю є основою процесу закупки і є основою оформлення запиту на комерційну пропозицію (запиту на придбання).